# Техейма (город)
Техейма (англ. Tehama) — город в одноимённом округе Техейма, штат Калифорния.

## География
Координаты Техеймы 40°01′28″ с. ш. 122°07′26″ з. д. . По данным Бюро переписи населения США, город имеет общую площадь в 2,057 км², из которых 100% составляет суша.

## Демография

### 2000 год
По данным Переписи населения 2000 года в Техейме проживало 432 человека, 124 семьи, насчитывалось 179 домашних хозяйств и 196 жилых домов со средней плотностью застройки 94,6 на км². Средняя плотность населения составляла около 208,5 человек на один квадратный километр. Расовый состав населённого пункта распределился следующим образом: 79,17% белых, 0,69% — афроамериканцев, 3,47% — коренных американцев, 0,0% — азиатов, 0,69% — выходцев с тихоокеанских островов, 12,27% — представителей прочих рас, 3,70% — смешанных рас. Испаноговорящие составили 19,68% от всех жителей города.

### 2010 год
По данным Переписи населения 2010 года в Техейме проживало 418 человек. Средняя плотность населения составляла около 203,2 человека на один квадратный километр. Расовый состав населённого пункта распределился следующим образом: 82,8% белых, 1,4% — афроамериканцев, 5,5% — коренных американцев, 0,2% — азиатов, 0,0% — выходцев с тихоокеанских островов, 6,5% — представителей прочих рас, 3,6% — смешанных рас. Испаноговорящие составили 13,6% от всех жителей города.